# Kościół św. Ducha w Kopenhadze

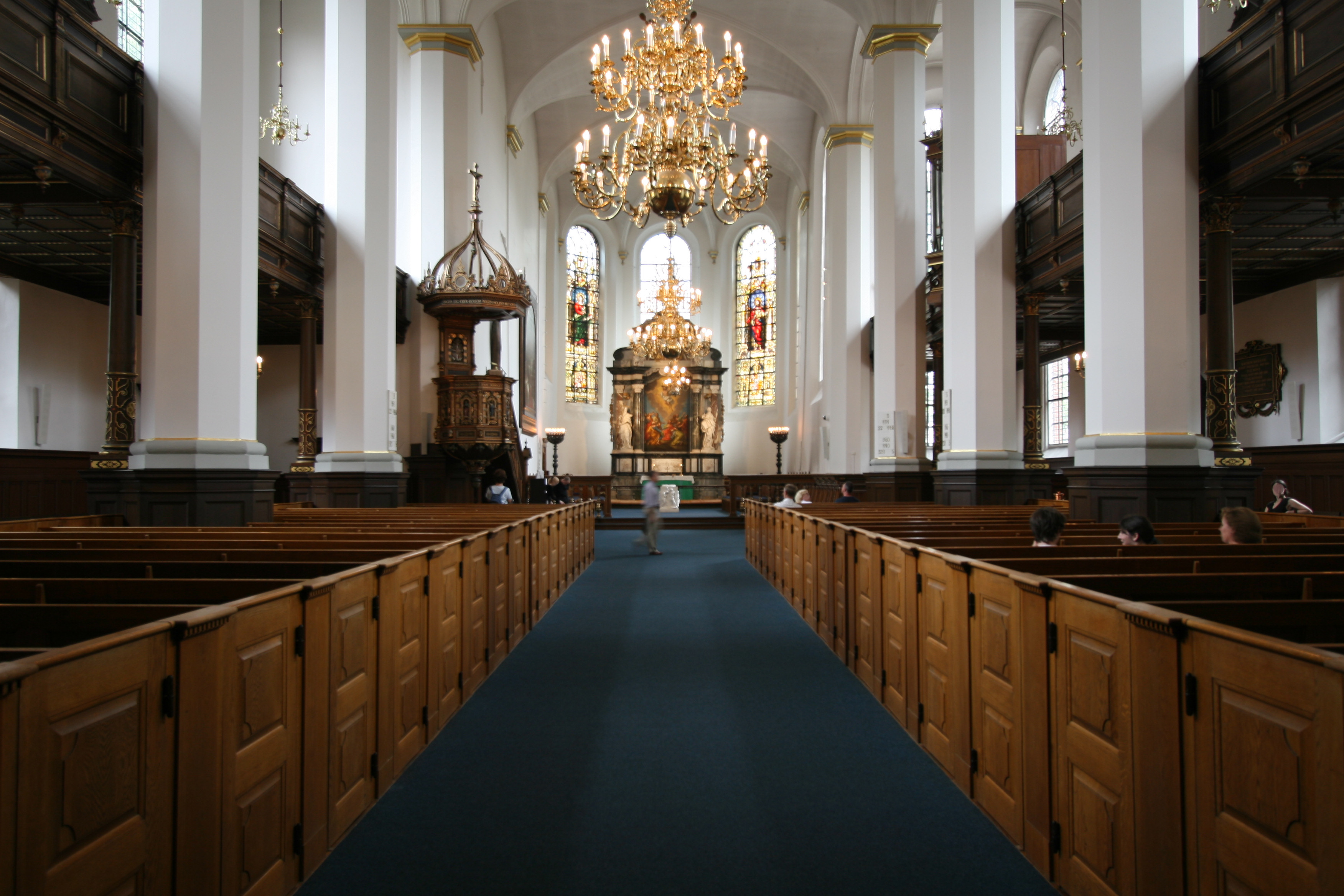
Kościół św. Ducha w Kopenhadze – wnętrze i ołtarz

Kościół św. Ducha w Kopenhadze (duń. Helligåndskirken) – zabytkowa gotycko-renesansowa świątynia ceglana zlokalizowana w stolicy Danii – Kopenhadze. Kościół stoi przy głównym deptaku miejskim – Strøget.

## Historia
Pierwotnie kościół stanowił część klasztoru św. Ducha zbudowanego w 1296 (w klasztorze zajmowano się m.in. starcami i bezdomnymi dziećmi). W 1474, podczas wizyty w Rzymie króla Danii Krystiana I oficjalnie uznano klasztor. Po reformacji (1536) założono parafię, a w 1594 dobudowano wieżę. Podczas wielkiego pożaru Kopenhagi w 1728 świątynia spłonęła. Ponownie oddano ją do użytku już w 1732. Architekt Herman Storck przeprowadził gruntowną renowację obiektu w latach 1878 – 1880.

## Architektura i wyposażenie
- Kaplica Griffenfelda z lat 1672−1673 znajduje się po północnej stronie kościoła. Przeznaczona była dla młodo zmarłej małżonki Piotra Griffenfelda – Karen Nansen. Obecnie kaplica służy do medytacji, trumnę przewieziono do kościoła w Vär
- ołtarz z 1727 – ofiarowany po pożarze przez króla Krystiana VI. Obraz przedstawia Wniebowstąpienie Pańskie i został namalowany przez Hendrika Krocka w stylu barokowym
- ambona z 1879, autorstwa rzeźbiarzy H.B.Bissena i Martina Nyropa
- organy z dopasowaną przez Storcka fasadą z 1879. Instrument był wielokrotnie przebudowywany – najgruntowniej w 1986. Pod względem dźwięku charakteryzowane są jako tzw. romantyczne i symfoniczne. Posiadają 75 głosów i 5000 piszczałek. Są to jedne z największych organów w Danii
- obraz Zwiastowanie Najświętszej Marii Panny namalowany przez Joakima Skovgaarda w 1897 (pod organami)
- żyrandol nad chrzcielnicą z 1608, a ofiarowany kościołowi w 1750 przez małżeństwo wiernych. Wykonany z pozłacanego brązu z okuciem srebrnym i wmontowanym zegarem. W górnej części znajduje się wyobrażenie pelikana
- krucyfiks Henrika Strocke z 1967.

## Dom św. Ducha
Dom Świętego Ducha znajduje się na placu przykościelnym i jest jedynym w całości zachowanym domem średniowiecznym w Kopenhadze. Po reformacji sala tego domu spełniała rolę szpitala dla ubogich. Obecnie pełni rolę kulturalną (wystawy).